# Раздумья о причинах нынешнего недовольства
Раздумья о причинах нынешнего недовольства (англ. Thoughts on the Cause of the Present Discontents) — политический памфлет ирландского политика и философа Эдмунда Бёрка, впервые опубликованный 23 апреля 1770 года. Тема — кумовство короля Георга III и влияние двора на палату общин Великобритании. Эссе оказало влияние на определение политических партий и их роли в правительстве. В нём Бёрк утверждал, что партии — это «группы людей, объединённых для продвижения своими совместными усилиями национальных интересов на основе определённого принципа, с которым они все согласны».